# Тельнов Євгеній Львович
Євге́ній Льво́вич Тельнов (20 листопада 1961, Кіровоград, УРСР — 15 лютого 2015, Широкине, Новоазовський район, Донецька область, Україна) — український військовослужбовець, учасник війни на сході України, солдат Національної гвардії України, доброволець батальйону «Донбас», позивний «Усач». Герой України (посмертно).

## Життєпис
З весни 1980-го до травня 1982 року проходив строкову військову службу у 472-му конвойному полку внутрішніх військ МВС СРСР (в/ч 7429), дислокованому у столичному Печерському районі. Був нагороджений нагрудними знаками «За отличие в службе» ВВ МВС ІІ ступеня та «Відмінник Радянської Армії».
Продовжував працювати на Кіровоградському заводі радіовиробів токарем, з 1989 р — лаштувальником верстатів з ЧПК. Звільнився у липні 1991 р. З 1984 по 1987 заочно навчався в Кіровоградському інституті сільськогосподарського машинобудування на факультеті за спеціальністю «Обробка металів різанням». У липні 1991 р. прийнятий на посаду інструктора зі спорту в Кіровоградську РТШ (ДТСААФ). Звільнився у лютому 1992. Займався бізнесом.
Був активним учасником Революції Гідності.

### Російсько-українська війна
10 червня 2014 р. прибув до місця формування добровольчого батальйону спеціального призначення «Донбас» НГУ в с. Нові Петрівці, уклав контракт про проходження служби у військовому резерві, із позивним «Усач»  зарахований у 3-й взвод 1-ї роти. З 13 липня по 31 серпня перебував у зоні АТО (Артемівськ, Попасна, Іловайськ). 
26 серпня був поранений осколком міни на околиці Іловайська. 29 серпня при виході з Іловайська в районі села Червоносільське батальйон потрапив під обстріл танків. У результаті — 109 бійців потрапили в полон, більш як сорок п'ять — загинули. Євгеній Тельнов разом з 12 побратимами вийшли з оточення у військовій формі, зі зброєю та документами, при цьому Євгеній разом із однополчанином Олександром Федорченком (позивний «Брест») із гранатомета РПГ підбив два танки Т-72Б3 підрозділів 6-ї танкової бригади РФ і два БМД-2 Збройних сил РФ.
У жовтні брав участь у парламентських виборах 2014 року, балотуючись на мажоритарному окрузі № 100 у Кіровоградській області.
На початку 2015 року переоформлений у підрозділі як призваний на військову службу за мобілізацією. У бою поблизу села Широкиного 15 лютого 2015 року, коли колона одного з підрозділів батальйону потрапила у ворожу засідку, "Усач" врятував тяжкопораненого однополчанина (позивний «Авер»), у наступному бою загинув смертю героя. У тому ж бою також загинув старшина Олег Шабельний, того ж дня загинув сержант Олег Бурлака.

## Нагороди
- Звання Герой України з удостоєнням ордена «Золота Зірка» (27 березня 2017, посмертно) — за виняткову мужність і героїзм, виявлені у захисті державного суверенітету та територіальної цілісності України, вірність військовій присязі[1].
- Орден «За мужність» III ст. (25 березня 2015, посмертно) — за особисту мужність і високий професіоналізм, виявлені у захисті державного суверенітету та територіальної цілісності України[2].
- Недержавна відзнака — Орден «Народний Герой України» (1 жовтня 2016, посмертно)[3]